# Прогрессивный поп
Прогрессивный поп (англ. Progressive pop) или прог-поп (англ. Prog-pop) — это поп-музыка, которая пытается порвать со стандартной формулой жанра, или ответвление жанра прогрессивного рока, который обычно звучал на AM-радио в 1970-х и 1980-х годах. Первоначально он был назван в честь раннего прогрессивного рока 1960-х годов. Некоторые стилистические особенности прогрессивной поп-музыки включают хуки и навязчивые мелодии, неортодоксальные или красочные инструменты, изменения в тональности и ритме, эксперименты с более крупными формами и неожиданные, разрушительные или ироничные трактовки прошлых конвенций.
Движение началось как побочный продукт экономического бума середины 1960-х годов, когда звукозаписывающие лейблы начали инвестировать в артистов и разрешать исполнителям ограниченный контроль над их собственным контентом и маркетингом. Группы, которые сочетали рок-н-ролл с различными другими музыкальными стилями, такими как индийский рага и мелодии с азиатским влиянием, в итоге повлияли на создание прогрессивного рока (или просто «прога»). Когда продажи записей в стиле прог начали снижаться, некоторые артисты вернулись к более доступному звучанию, которое оставалось коммерчески привлекательным до 1990-х годов.

## Определение

### Характеристики
Термин «прогрессивный» относится к широкому спектру попыток порвать со стандартными формулами поп-музыки с помощью таких методов, как расширенная инструментовка, персонализированные тексты песен и индивидуальная импровизация. Райан Рид из Treblezine признал, что жанр «звучит как оксюморон» и его трудно отличить от других жанров «не прищурившись». Он объяснил, что такая «неуловимость — это то, что делает „прог-поп“ скользким термином», хотя жанр можно определить по набору следующих характеристик: 

<…> материал должен быть несколько сложным, даже высоколобым, в том смысле, в каком «мейнстримная» музыка не является — будь то необычные инструменты и музыкальные размеры или общий высокий уровень демонстрируемой музыкальности. (Есть неплохая вероятность, что кто-то из группы ходил в музыкальную школу, хотя это и не является обязательным условием.) Но поп-составляющая не менее важна: в этих песнях есть мелодичные линии, риффы, грувы и образы, которые проникают в ваш мозг.
Как и в рок-н-ролле, тональная структура прогрессивного попа разрушает гармонию как её основную организующую структуру. Однако, в отличие от рок-н-ролла, прогрессивный поп инвертирует принятые условности, иронично играя с ними, разрушая их или создавая их образы в новых и неожиданных формах. Некоторые стилистические особенности включают изменения в тональности и ритме или эксперименты с более крупными формами. Электронные методы, такие как эхо, фидбэк, стерео, громкость и искажения, могут быть использованы для создания у музыки впечатления пространства и бокового расширения.

### Раннее использование
«Прогрессивный поп» изначально был обычным термином для прогрессивного рока. На последний жанр оказали влияние «прогрессивные» поп-группы 1960-х годов, которые сочетали рок-н-ролл с различными другими музыкальными стилями, такими как индийское рага, восточные мелодии и григорианские песнопения, такие как The Beatles и The Yardbirds. Первоначальная предпосылка жанра заключалась в поп-музыке, которая была создана с намерением слушать, а не танцевать, и противостояла влиянию менеджеров, агентов или звукозаписывающих компаний. В целом прогрессивная музыка создавалась самими исполнителями.
В декабрьском выпуске Melody Maker от 1966 года попытались определить последние тенденции в поп-музыке. В этой статье, озаглавленной «Прогрессивный поп», Крис Уэлч классифицировал артистов, используя термины, ранее ассоциировавшиеся с джазом; в самый продвинутый из них, «Авангард», он поместил The Beatles, Cream, Love, The Mothers of Invention, Pink Floyd и Soft Machine, в то время как «Современная», следующая категория, включала The Byrds, Донован и The Small Faces. После выхода альбома The Beatles 1967 года Sgt. Pepper's Lonely Hearts Club Band, такие журналы, как Melody Maker, провели чёткую грань между «поп» и «рок», тем самым исключив «ролл» из «рок-н-ролла» (который теперь относится к стилю 1950-х годов). Единственными артистами, которые оставались «рокерами», были бы те, кто считался в авангарде композиционных форм, далёких от стандартов «дружественных к радио», поскольку американцы всё чаще использовали прилагательное «прогрессивный» для таких групп, как Jethro Tull, Family, East of Eden, Van der Graaf Generator и King Crimson.
В 1970 году журналист из Melody Maker описал прогрессивный поп как музыку, привлекательную для масс, но менее доступную, чем «шесть недель в чартах и музыка „забудь об этом“ старых форм поп-музыки». К концу 1970-х годов «прогрессивный поп» был примерно синонимом «рок-музыки». Писатели Дон и Джефф Брейтхаупты определяют прогрессивный поп 1970-х и 1980-х годов как «более скудную породу стадионного рока», которая была производной от The Beatles. Продюсер Алан Парсонс, который работал инженером на альбоме The Beatles Abbey Road (1969 г.), вспомнил, что, хотя он считал некоторые из своих песен «чистой попсой», другие продолжали относить его группу (The Alan Parsons Project) к категории «прогрессивный рок». Парсонс подумал, что «прогрессивный поп» — лучшее название, объяснив, что «то, что сделало нашу музыку прогрессивной, — это эпическое звучание и оркестровка, которыми в то время занимались лишь немногие».

## Эволюция и популярность

### Истоки (1960-е годы)

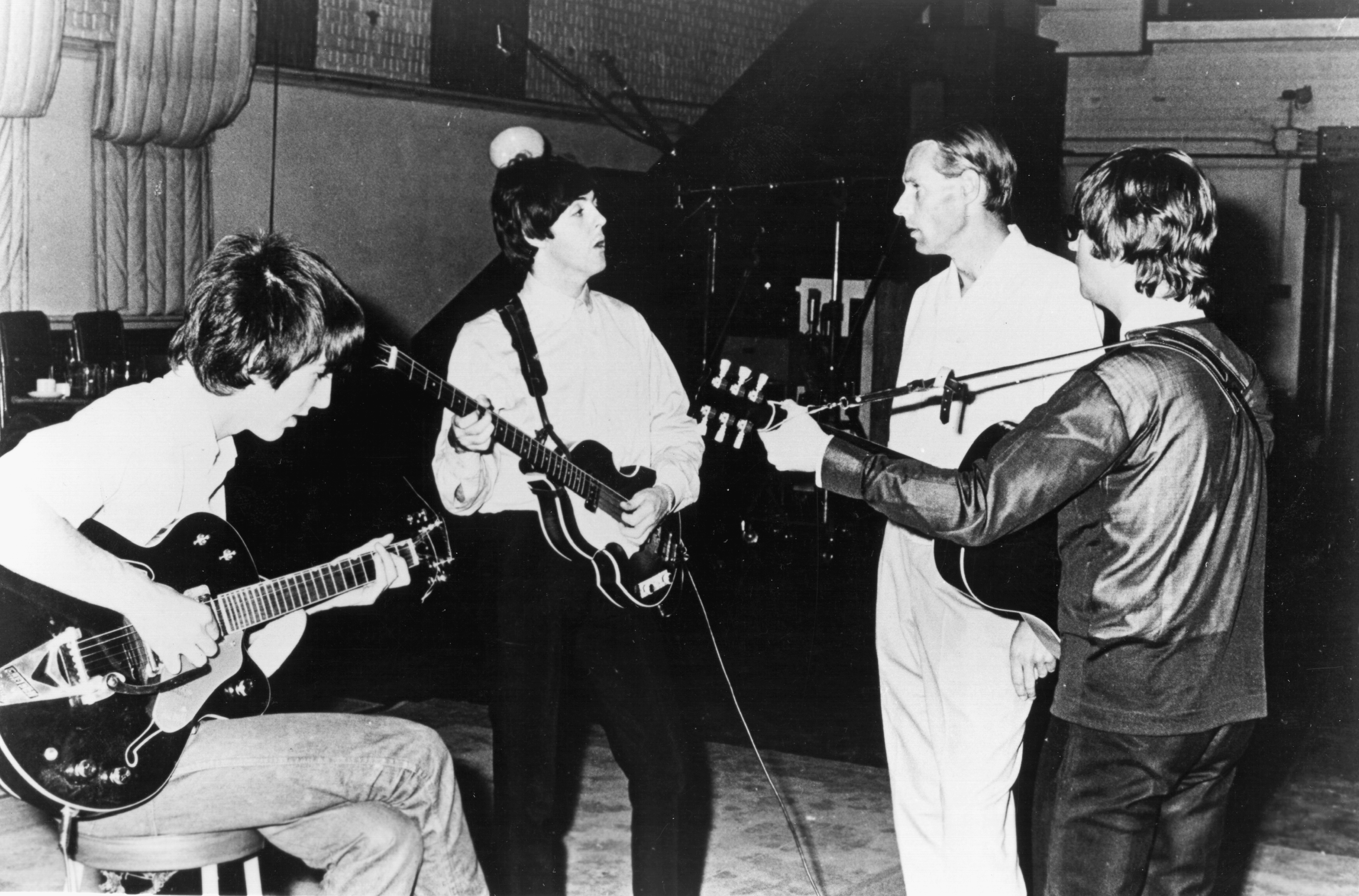
The Beatles работают в студии со своим продюсером Джорджем Мартином, около 1964 года

В середине 1960-х годов поп-музыка неоднократно совершала «набеги» на новые звуки, стили и техники, которые вдохновляли её слушателей на публичные выступления. Часто использовалось слово «прогрессивный», и считалось, что каждая песня и сингл должны были быть «прогрессией» от предыдущей. The Beach Boys и The Beatles были одними из первых прародителей прогрессивного попа благодаря таким альбомам, как Pet Sounds и Sgt. Pepper’s, соответственно. Автор Билл Мартин признаёт эти группы за наиболее значительный вклад в развитие прогрессивного рока, превратив рок из танцевальной музыки в музыку, предназначенную для прослушивания. До появления прогрессивного попа конца 1960-х годов исполнители, как правило, не могли определиться с художественным содержанием своей музыки. Лидеру Beach Boys Брайану Уилсону приписывают создание прецедента, который позволил группам и артистам входить в студию звукозаписи и выступать в качестве собственных продюсеров.
Ссылаясь на количественное исследование темпов в музыке той эпохи, музыковед Уолтер Эверетт определяет альбом The Beatles 1965 года Rubber Soul как произведение, о котором «больше думали, чем танцевали», и альбом, который «положил начало далеко идущей тенденции» в замедлении темпов, обычно используемых в поп- и рок-музыке. В середине 1966 года, британский релиз альбома The Beach Boys Pet Sounds сопровождался рекламой в местной музыкальной прессе, в которой говорилось, что это «Самый прогрессивный поп-альбом за всю историю!». Трой Смит из журнала Cleveland считает, что альбом «сделал группу родоначальниками прогрессивного попа, с первых аккордов сингла „Wouldn't It Be Nice“, в стиле стены звука». В октябре за Pet Sounds последовал психоделический и тщательно аранжированный сингл «Good Vibrations». По словам Рида, песня стала «самой очевидной отправной точкой» в этом жанре.
Пол Маккартни из The Beatles намекнул в 1967 году: «Нам, группе, немного наскучили постоянные 12 тактов, поэтому мы попытались заняться чем-то другим. Затем появился Боб Дилан, The Who и The Beach Boys. <…> Мы все пытаемся делать примерно одно и то же». По мнению писателя Саймона Фило, прогрессивный поп у The Beatles была продемонстрирована в двухстороннем сингле «Strawberry Fields Forever» / «Penny Lane» (1967 г.). В качестве ещё одного примера взаимного влияния между ними и The Beach Boys The Beatles продемонстрировали «парадоксальное лирическое содержание, сочетающееся с музыкой, которая была одновременно „молодой“ и „старой“, рок ориентированной и Tin Pan Alley, ЛСД и какао, прогрессивной и ностальгической» — все особенности, которые были разделены на Sgt. Pepper’s. Музыковед Аллан Мур пишет: «В то время Sgt. Pepper, казалось, ознаменовал совершеннолетие рок-музыки… Теперь, конечно, с измученными воспоминаниями, мы думаем об этом как о начале эпохи помпезности с разной степенью серьёзности… Вопрос после 1967 года заключался в том, следует ли доверять „прогрессивной“ поп-/рок-музыке, потому что она касалась проблем „более глубоких“, чем просто межличностные отношения. В конечном счёте, ответ оказался „нет“ (по крайней мере, до тех пор, пока более позднее поколение групп не открыло для себя радость от стилизации The Beatles)».
К концу 1960-х годов прогрессивный поп был воспринят с сомнением и незаинтересованностью. Пит Таунсенд из The Who размышлял о том, что «происходило много психоделической ерунды», имея в виду продвижение «мусора» в чартах, и что многие артисты, которые делали амбициозные работы, мгновенно были помечены как «претенциозные». Он верил: «Любой, кто был хоть сколько-нибудь хорош… более или менее снова становился незначительным». В 1969 году писатель Ник Кон сообщил, что индустрия поп-музыки была разделена «примерно на 80 % уродливой и 20 % идеалистической», причём 80 % составляли «основную поп-музыку», а 20 % составляли «прогрессивный поп развитую до эзотерического чувства». Он предсказал, что через 10 лет жанр будет называться другим именем (возможно, «электрическая музыка») и что его отношение к поп-музыке будет таким же, как между артхаусными фильмами и Голливудом. Хотя прогрессивный поп не «превратился в культ меньшинства», как писал Кон год спустя, «в Англии я был не совсем неправ… Но в Америке я полностью растерялся — нация Вудстока продолжала расти, и, несмотря на всю его серьёзность и притязания на поэзию, кто-то вроде Джеймса Тейлора достиг такой же массовой привлекательности, как и более ранние звёзды».

### 1970-е годы

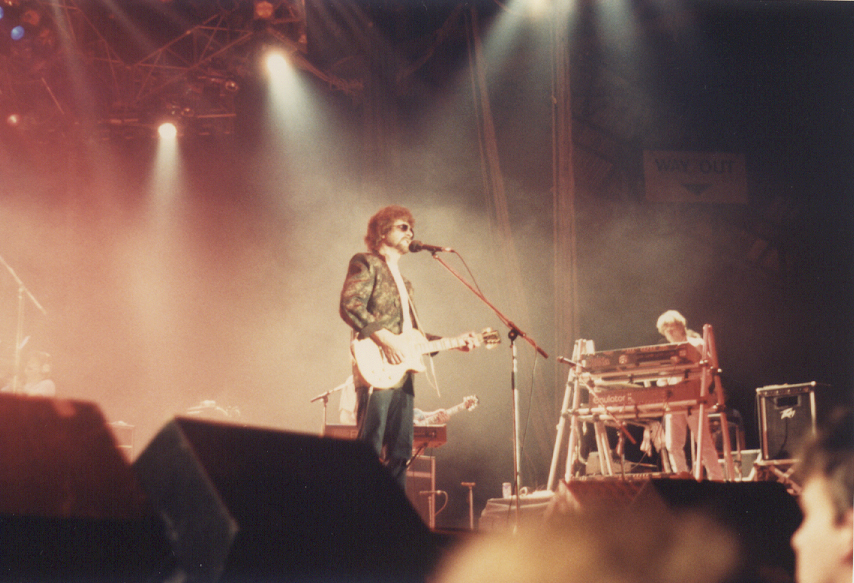
Выступление ELO в 1986 году. Фронтмен Джефф Линн был одним из «фирменных архитекторов» прог-попа

Прогрессивный рок (также известный как арт-рок) появился в 1970-х годах, непосредственно после сочетания классической грандиозности и поп-экспериментализма 1960-х годов. Несмотря на то, что он приобрёл широкую популярность, с 1976 года продажи этого жанра снизились, и его стали реже воспроизводить на FM-радио. По словам братьев Брейтхаупт, это создало вакуум для «множества новых, более мягких „серьёзных“ групп, чей юмор (Queen), поп-ум (Supertramp) и стиль (Roxy Music) обеспечили бы их выживание в восьмидесятые. <…> они отвечали мелодическим требованиям AM-радио, в то же время создавая продуманную, оригинальную работу». Такие группы, как Queen и Electric Light Orchestra (ELO), играли прогрессивный поп, основанный на прог-роке, без ущерба для их успеха в чартах. Рид охарактеризовал песню ELO «Mr. Blue Sky» как «окончательное заявление» Джеффа Линна из ELO, который «наполнил калейдоскопические пост-Peppers песни The Beatles симфоническим величием».
Джефф Даунс из The Buggles, который считал свою группу продолжением прогрессивных традиций ELO и 10cc, говорит: «Те ранние записи 10cc, такие как дебютный альбом 1973 года и Sheet Music, были довольно популярны, и Godley & Creme пошли ещё дальше. Даже у ABBA были довольно сложные партии в их музыке. Нам нравились все эти студийные хитрости и эксперименты. Параллельно с этим были такие группы, как Yes, которые экспериментировали в студии в более прогрессивном рок-формате». Основатель Porcupine Tree Стивен Уилсон высказал мнение, что в 1970-х и 1980-х годах были «чрезвычайно амбициозные» записи в стиле прогрессивного попа, которые были «вполне доступны на поверхности, но если вы решили взаимодействовать с ними на более глубоком уровне, вы могли найти слои в производстве, музыкальности и некоторых продуманных текстах».

### 1980-е — 2010-е годы
Прог-поп пластинки продавались плохо и стали немодными после появления таких жанров, как нью-вейв и панк-рок. К концу 1970-х эпоха звукозаписывающих лейблов, инвестирующих в своих артистов, предоставляющих им свободу экспериментировать и ограниченный контроль над их контентом и маркетингом, закончилась. A&R начали проявлять всё больший контроль над творческим процессом, который ранее принадлежал исключительно артистам. Некоторые из крупных прогрессивных групп перешли к более коммерческому звучанию и преуменьшили значение арт-музыки. К началу 1980-х годов преобладало мнение, что стиль прог-рок, как таковой, прекратил своё существование.
Некоторые популярные поп-группы, такие как Tears for Fears, продолжили традиции прог-попа. В 1985 году Саймон Рейнольдс отметил, что движение новой поп-музыки попыталось «преодолеть» разрыв между «прогрессивной» поп-музыкой и её массовым или чартовым аналогом, описав их общие отношения как «отношения между мальчиками и девочками, средним классом и рабочим классом». В 2008 году Джон Рэй из New York Times обсуждал «возвращение группы из одного человека», наблюдая недавнюю тенденцию прогрессивного попа, в которой участвовали большие группы или коллективы «с презрением к чётко определённым иерархиям», отмечая в качестве примера таких исполнителей, как Arcade Fire, Broken Social Scene и Animal Collective.